# 玉兎 (土産菓子)

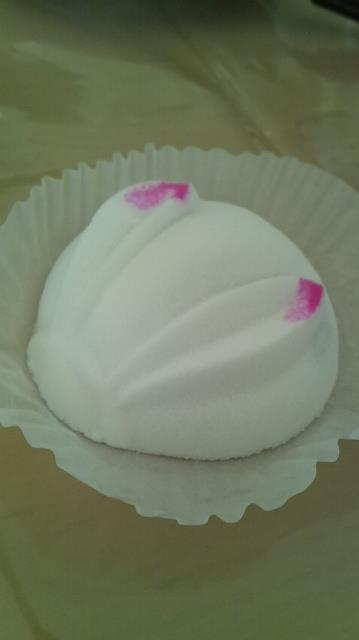
玉兎

玉兎（たまうさぎ）は、新潟県西蒲原郡弥彦村にある弥彦神社付近の菓子屋で作られている、耳を寝かせたウサギの形を模した半円形の落雁のこと。弥彦神社の神饌として祭神に捧げられるとともに、参詣客の土産用として弥彦神社門前の土産物店にも広く卸されている。

## 概要
文政4年(1821年)に石瀬村（現在の新潟市西蒲区）出身の本間貞作が考案したものといわれている。貞作は畳職人だったが、片手間に兎の形を模した麦饅頭を売り出したのが起こりとされている。麦饅頭をせいろで蒸して参拝者に供したと推測されている。
幕末に刊行された『越後土産』に「弥彦兎まんちう」の名があった。
江戸時代半ば以降、講や庶民の寺社参詣が盛んになると、各地で寺社の門前で売られる土産物菓子とその由緒が作られたが、その一つである。
明治の初め頃に製菓業者が餡の入った米粉菓子を考案して玉兎饅頭と称した。地元の製菓業者はこれを粉菓子に改めて、小粒の小さく愛らしい菓子が売り出された。その後、大形の耳だけ赤く色取ったもの、餡入り、最中製、香煎兎、和三盆の玉兎など材料や製法の変わったものが売り出された。
「玉兎」は越後一の宮に詣でた善男善女が「参拝の証明」として買い求めたとされている。

## 由緒
大昔、霊峰である弥彦山には多くのウサギが棲んでいたが、毎日里に里に下りては神領である田畑を荒らすので里人達は困り果てていた。これを聞いた彌彦大神は、山中のウサギたちをみんな集めて人間の大切な田畑を荒らすことのないようにと諭した。すっかり恐れ入ったウサギたちは、以降絶対に里に下りていたずらをしないと固く誓い、以後は田畑が荒れることもなくなった。村人たちは大変喜んで、大神様の前にかしこまってお諭しを聞いているウサギたちが丸く控えた姿を米の粉で形作って献上した所、大神はこの菓子を喜んでお召し上がりになられ「良幸餅（うさちもち）」（弥彦村誌では「うさぎもち」）と名付けられた。